# Свинко Йосип Михайлович
Йосип Михайлович Свинко (нар. 2 жовтня 1934, с. Ямна Долішня Перемишльський повіт, Польща) — український науковець, педагог, краєзнавець, громадський діяч. Кандидат геолого-мінералогічних наук (1969), професор (1991), академік Української екологічної АН (2004). Дійсний член НТШ, член Українського географічного товариства (2004).

## Відзнаки
- Всеукраїнська премія імені Сергія Подолинського (2002)
- відмінник народної освіти
- відмінник охорони природи України
- почесний член Українського товариства охорони природи (1996)
- Грамота Президії ВР УРСР (1986)
- номінант премії імені В. Лучаківського «Кращі в Тернополі»

## Життєпис
У 1945 році переселений із батьками в с. Лошнів Теребовлянського району.
Закінчив геологічний факультет Львівського державного університету імені Івана Франка (1958). 1958—1960 роки працював в Одеській геолого-розвідувальній експедиції, в науково-дослідному секторі Львівського державного університету імені Івана Франка.
Від 1960 року — в Кременецькому педагогічному інституті (нині ТНПУ): старший викладач, доцент, професор, декан природничого факультету (1969—1973), ініціатор створення географічного факультету, від 1982 року — завідувач кафедри географії; нині — завідувач кафедри фізичної географії ТНПУ.
Від 1991 року при географічному факультеті ТНПУ діє геологічний музей, основою якого стала колекція мінералів, гірських порід, скам'янілих решток тварин і рослин, зібраних Йосипом Свинком. Також велику допомогу він надавав Тернопільському обласному краєзнавчому музею, в якому на початку жовтня 2014 року створено новий розділ постійної експозиції про нього, де представлено документи, світлини, книги, його особисті речі професійного призначення.
Від 1993 року — голова Тернопільського суспільно-культурного товариства «Надсяння».

## Науково-громадська діяльність
За ініціативою Йосипа Свинка у 1971 році було відкрито Тернопільське відділення географічного товариства УРСР.
За його (з однодумцями) клопотаннями в Тернопільській області взято під охорону кілька десятків геологічних та ботанічних об'єктів, створено заповідник «Медобори», національний природний парк «Дністровський каньйон».
З групою студентів методом ментальної біолокації дослідив стару частину Тернополя щодо підземних ходів і виявив сім основних ліній, по яких вони пролягають: від катедри до замку, від замку до майдану Волі, від замку до скверу «Старий ринок» та інші.
Член редакційної колегії 3-томного енциклопедичного видання «Тернопільщина. Історія міст і сіл».
Зібрав у домашній бібліотеці понад три з половиною тисячі примірників книг.

## Доробок
Автор понад 436 наукових праць, у т. ч. 4 монографій (співавтор), колективних монографій «Природа Тернопільської області» (1979) та «Природа Хмельницької області» (1980); 4 програм і 2 підручників для студентів ВНЗ «Геологія з основами палеонтології» (1995), «Геологія» (2003, обидва — співавтор із М. Сивим), краєзнавчих статей, у т. ч. в ТЕС.
Автор книги «Ямна: знищене село Перемишльського краю (історія, спогади; Тернопіль, 
«Підручники і посібники», 2005).
Учасник понад 160 наукових конференцій.